# Jonathan Nyepa
Jonathan Nyepa  (* 26. März 1996) ist ein malaysischer Leichtathlet, der sich auf den Sprint spezialisiert hat.

## Sportliche Laufbahn
Erste internationale Erfahrungen sammelte Jonathan Nyepa bei den Studentenweltspielen in Gwangju 2015, bei denen er über 100 und 200 Meter jeweils im Viertelfinale ausschied. Anschließend gelangte er bei den Südostasienspielen in Singapur mit der Staffel in 39,67 s auf den vierten Platz. 2017 nahm er an den Asienmeisterschaften in Bhubaneswar teil und belegte dort mit der malaysischen 4-mal-100-Meter-Staffel in 39,98 s Platz fünf und schied über 100 Meter im Halbfinale aus. Anschließend belegte er bei den Südostasienspielen in Kuala Lumpur in 10,66 s den fünften Platz und gelangte mit der Staffel in 39,27 s auf den vierten Platz. 2018 nahm er zum ersten Mal an den Commonwealth Games im australischen Gold Coast teil und belegte mit der malaysischen Staffel den siebten Platz. Ende August nahm er erstmals an den Asienspielen in Jakarta teil und erreichte dirt das Halbfinale im 100-Meter-Lauf, in dem er mit 10,46 s ausschied. Zudem wurde er mit der malaysischen Stafette im Finale disqualifiziert. 2019 schied er bei der Sommer-Universiade in Neapel mit 10,47 s im Vorlauf über 100 Meter aus. Anfang Dezember gelangte er bei den Südostasienspielen in Capas in 10,60 s auf Rang vier über 100 Meter und wurde über 200 Meter in 21,41 s Siebter. Zudem gewann er in der gemischten 4-mal-100-Meter-Staffel in 42,40 s die Bronzemedaille hinter den Teams von den Philippinen und aus Thailand. 2022 startete er erneut bei den Südostasienspielen in Hanoi und gelangte dort mit 21,24 s auf Rang sechs über 200 Meter. Im August schied er bei den Islamic Solidarity Games in Konya mit 21,32 s im Semifinale über 200 Meter aus und belegte mit der Staffel in 39,46 s den sechsten Platz. 
2023 belegte er bei den Südostasienspielen in Phnom Penh in 21,02 s den vierten Platz über 200 Meter und gewann mit der 4-mal-100-Meter-Staffel in 39,36 s die Bronzemedaille hinter den Teams aus Indonesien und Thailand. Anschließend gelangte er bei den Asienmeisterschaften in Bangkok mit 39,17 s auf Rang sechs im Staffelbewerb und schied über 200 Meter mit 21,83 s im Semifinale aus. Im August schied er bei den World University Games in Chengdu mit 21,76 s im Vorlauf über 200 Meter aus und verpasste mit der Staffel mit 40,04 s den Finaleinzug. Anschließend wurde er bei den Asienspielen in Hangzhou mit der Staffel im Finale disqualifiziert. 2025 schied er bei den Asienmeisterschaften in Gumi mit 10,73 s im Halbfinale über 100 Meter aus und wurde mit der Staffel im Vorlauf disqualifiziert. 
2018 wurde Nyepa malaysischer Meister über 100 und 200 Meter sowie in der 4-mal-100-Meter-Staffel. Zudem siegte er 2021 und 2024 über 200 Meter.

## Persönliche Bestleistungen
- 100 Meter: 10,28 s (+0,8 m/s), 27. Juni 2017 in Jeongseon
- 200 Meter: 20,92 s (+1,9 m/s), 26. April 2019 in Athens